# Кулаково (Нижньогородська область)
Кулаково (рос. Кулаково) — присілок в Вачському районі Нижньогородської області Російської Федерації.
Населення становить 4 особи. Входить до складу муніципального утворення Арефинська сільрада.

## Історія
Від 2009 року входить до складу муніципального утворення Арефинська сільрада.

## Населення
| 1859 | 1905 | 1926 | 1999 | 2002 | 2010 |
| ---- | ---- | ---- | ---- | ---- | ---- |
| 319  | ↗468 | ↘416 | ↘11  | ↘6   | ↘4   |